# Eleição presidencial nos Estados Unidos em 1856
A eleição presidencial dos Estados Unidos de 1856 foi a décima-oitava eleição presidencial do país. O presidente em exercício, Franklin Pierce, não foi nomeado pelo Partido Democrata para uma reeleição apesar de seus esforços. O Partido Democrata nomeou James Buchanan, isso se deveu em parte ao fato da lei Kansas-Nebraska de 1854 aprovada por Pierce que revogou o compromisso do Missouri e reabriu a questão da expansão da escravidão no Oeste do país. Isso dividiu os democratas dos estados do Norte e os democratas dos estados do sul. O Partido Whig havia se desintegrado desde a última eleição sobre a questão da escravidão, e novos partidos como o Partido Republicano e o Partido Americano surgiram. O Partido Republicano nomeou John C. Frémont como seu primeiro candidato presidencial.

## Processo eleitoral
A partir de 1832, os candidatos para presidente e vice começaram a ser escolhidos através das Convenções. Os delegados partidários, escolhidos por cada estado para representá-los, escolhem quem será lançado candidato pelo partido. Os eleitores gerais elegem outros "eleitores" que formam o Colégio Eleitoral. A quantidade de "eleitores" por estado varia de acordo com a quantidade populacional do estado. Em quase todos os estados, o vencedor do voto popular leva todos os votos do Colégio Eleitoral.

## Convenções

### Convenção Nacional doPartido Americanode 1856

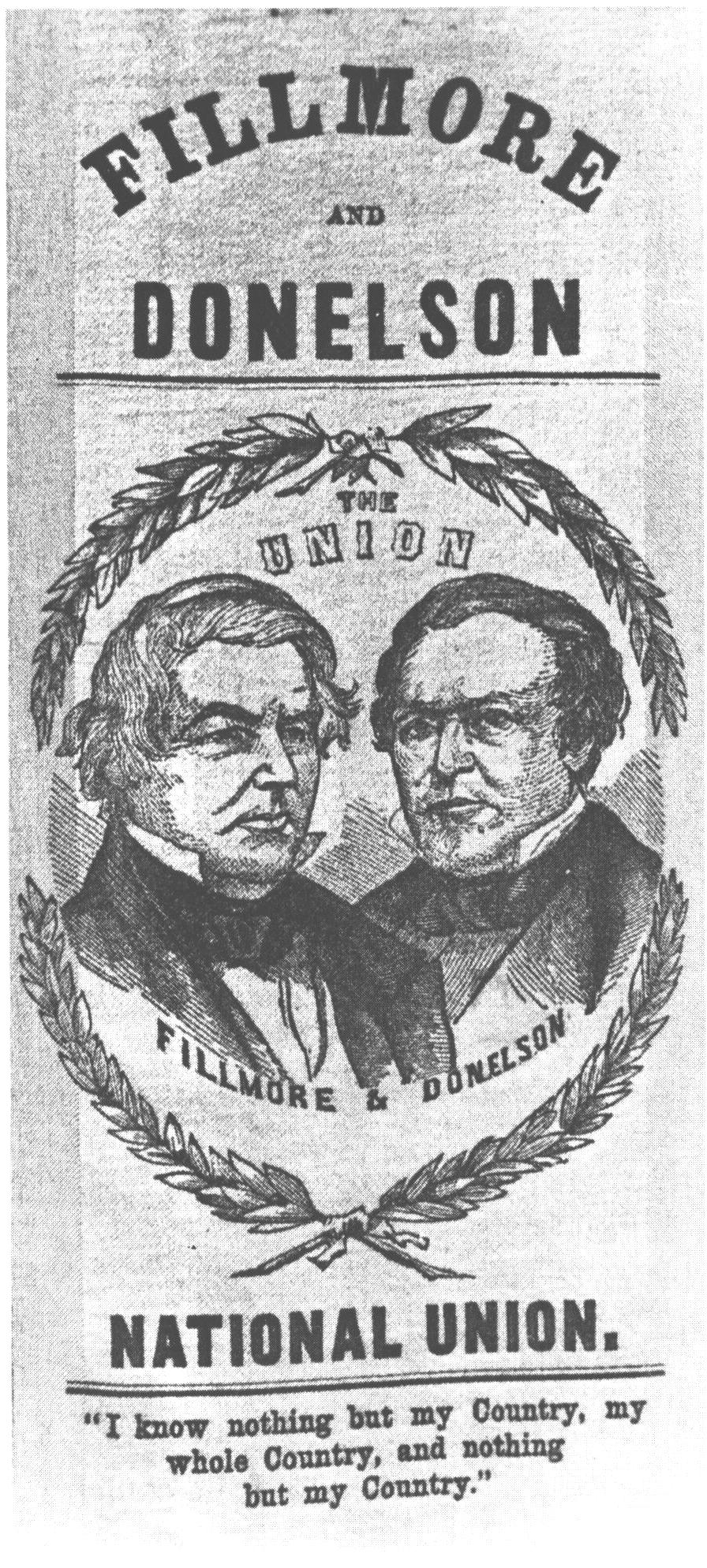
Cartaz do Partido Americano com Millard Fillmore e Andrew Donelson.

A Convenção Nacional do Partido Americano foi realizada entre 22 e 25 de fevereiro de 1856 na Filadélfia. Millard Fillmore foi nomeado candidato para presidente e Andrew J. Donelson para vice-presidente.
| Votação da Convenção Nacional do Partido Americano de 1856 | Votação da Convenção Nacional do Partido Americano de 1856 | Votação da Convenção Nacional do Partido Americano de 1856 | Votação da Convenção Nacional do Partido Americano de 1856 | Votação da Convenção Nacional do Partido Americano de 1856 | Votação da Convenção Nacional do Partido Americano de 1856 |
| Votação presidencial                                       | Votação presidencial                                       | Votação presidencial                                       | Votação presidencial                                       | Votação vice-presidencial                                  | Votação vice-presidencial                                  |
| Candidato/Votação                                          | Informal                                                   | 1ª Formal (antes de mudanças)                              | 1ª Formal (depois de mudanças)                             | Candidato/Votação                                          | 1ª                                                         |
| ---------------------------------------------------------- | ---------------------------------------------------------- | ---------------------------------------------------------- | ---------------------------------------------------------- | ---------------------------------------------------------- | ---------------------------------------------------------- |
| Millard Fillmore                                           | 71                                                         | 126                                                        | 179                                                        | Andrew J. Donelson                                         | 181                                                        |
| George Law                                                 | 27                                                         | 34                                                         | 24                                                         | Outros                                                     | 18                                                         |
| Garrett Davis                                              | 13                                                         | 25                                                         | 10                                                         | Henry J. Gardiner                                          | 12                                                         |
| John McLean                                                | 7                                                          | 19                                                         | 13                                                         |                                                            |                                                            |
| Kenneth Rayner                                             | 2                                                          | 8                                                          | 15                                                         |                                                            |                                                            |
| Outros                                                     | 28                                                         | 13                                                         | 3                                                          |                                                            |                                                            |

### Convenção Nacional doPartido Democratade 1856

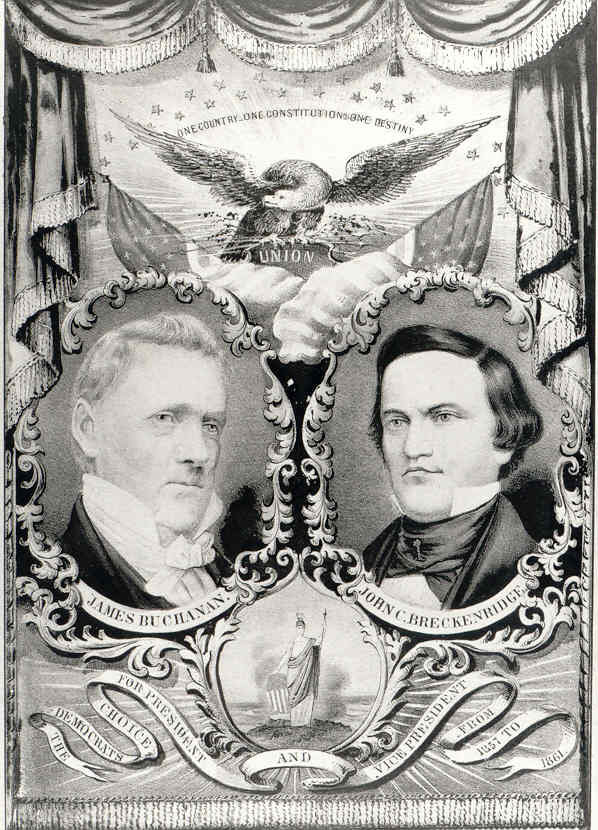
Cartaz Democrata com James Buchanan e John C. Breckinridge.

A sétima Convenção Nacional Democrata foi realizada entre 2 e 6 de junho em Cincinnati. Cada estado teve dois delegados por cada membro do Congresso. James Buchanan foi nomeado para presidente e John C. Breckinridge foi indicado para vice-presidente.
| Votação da Convenção Nacional do Partido Americano de 1856 | Votação da Convenção Nacional do Partido Americano de 1856 | Votação da Convenção Nacional do Partido Americano de 1856 | Votação da Convenção Nacional do Partido Americano de 1856 | Votação da Convenção Nacional do Partido Americano de 1856 | Votação da Convenção Nacional do Partido Americano de 1856 | Votação da Convenção Nacional do Partido Americano de 1856 | Votação da Convenção Nacional do Partido Americano de 1856 | Votação da Convenção Nacional do Partido Americano de 1856 | Votação da Convenção Nacional do Partido Americano de 1856 | Votação da Convenção Nacional do Partido Americano de 1856 | Votação da Convenção Nacional do Partido Americano de 1856 | Votação da Convenção Nacional do Partido Americano de 1856 | Votação da Convenção Nacional do Partido Americano de 1856 | Votação da Convenção Nacional do Partido Americano de 1856 | Votação da Convenção Nacional do Partido Americano de 1856 | Votação da Convenção Nacional do Partido Americano de 1856 | Votação da Convenção Nacional do Partido Americano de 1856 | Votação da Convenção Nacional do Partido Americano de 1856 | Votação da Convenção Nacional do Partido Americano de 1856 | Votação da Convenção Nacional do Partido Americano de 1856 |
| Votação presidencial                                       | Votação presidencial                                       | Votação presidencial                                       | Votação presidencial                                       | Votação presidencial                                       | Votação presidencial                                       | Votação presidencial                                       | Votação presidencial                                       | Votação presidencial                                       | Votação presidencial                                       | Votação presidencial                                       | Votação presidencial                                       | Votação presidencial                                       | Votação presidencial                                       | Votação presidencial                                       | Votação presidencial                                       | Votação presidencial                                       | Votação presidencial                                       | Votação vice-presidencial                                  | Votação vice-presidencial                                  | Votação vice-presidencial                                  |
| Candidato/Votação                                          | 1ª                                                         | 2ª                                                         | 3ª                                                         | 4ª                                                         | 5ª                                                         | 6ª                                                         | 7ª                                                         | 8ª                                                         | 9ª                                                         | 10ª                                                        | 11ª                                                        | 12ª                                                        | 13ª                                                        | 14ª                                                        | 15ª                                                        | 16ª                                                        | 17ª                                                        | Candidato/Votação                                          | 1ª                                                         | 2ª                                                         |
| ---------------------------------------------------------- | ---------------------------------------------------------- | ---------------------------------------------------------- | ---------------------------------------------------------- | ---------------------------------------------------------- | ---------------------------------------------------------- | ---------------------------------------------------------- | ---------------------------------------------------------- | ---------------------------------------------------------- | ---------------------------------------------------------- | ---------------------------------------------------------- | ---------------------------------------------------------- | ---------------------------------------------------------- | ---------------------------------------------------------- | ---------------------------------------------------------- | ---------------------------------------------------------- | ---------------------------------------------------------- | ---------------------------------------------------------- | ---------------------------------------------------------- | ---------------------------------------------------------- | ---------------------------------------------------------- |
| James Buchanan                                             | 135.5                                                      | 139                                                        | 139.5                                                      | 141.5                                                      | 140                                                        | 155                                                        | 143.5                                                      | 147.5                                                      | 146                                                        | 147.5                                                      | 147.5                                                      | 148                                                        | 150                                                        | 152.5                                                      | 168.5                                                      | 168                                                        | 296                                                        | John C. Breckinridge                                       | 51                                                         | 296                                                        |
| Franklin Pierce                                            | 122.5                                                      | 119.5                                                      | 119                                                        | 119                                                        | 119.5                                                      | 107.5                                                      | 89                                                         | 87                                                         | 87                                                         | 80.5                                                       | 80                                                         | 79                                                         | 77.5                                                       | 75                                                         | 3.5                                                        | 0                                                          | 0                                                          | John A. Quitman                                            | 59                                                         | 0                                                          |
| Stephen Douglas                                            | 33                                                         | 31.5                                                       | 32                                                         | 30                                                         | 31                                                         | 28                                                         | 58                                                         | 56                                                         | 56                                                         | 62.5                                                       | 63                                                         | 63.5                                                       | 63                                                         | 63                                                         | 118.5                                                      | 122                                                        | 0                                                          | Linn Boyd                                                  | 33                                                         | 0                                                          |
| Lewis Cass                                                 | 5                                                          | 6                                                          | 5.5                                                        | 5.5                                                        | 5.5                                                        | 5.5                                                        | 5.5                                                        | 5.5                                                        | 7                                                          | 5.5                                                        | 5.5                                                        | 5.5                                                        | 5.5                                                        | 5.5                                                        | 4.5                                                        | 6                                                          | 0                                                          | Outros (8)                                                 | 154                                                        | 0                                                          |

### Convenção Nacional doPartido Republicanode 1856

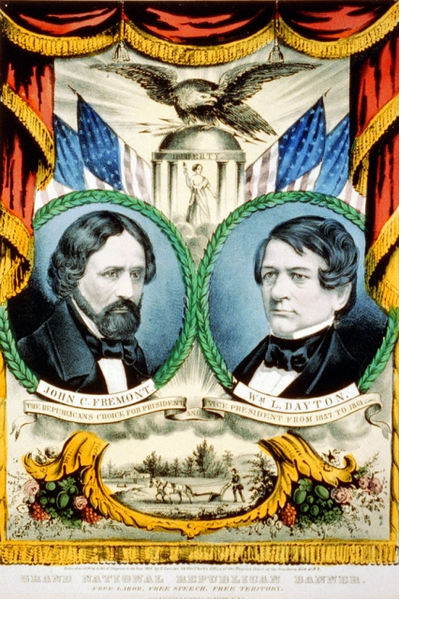
Cartaz Republicano com John C. Frémont e William L. Dayton.

A primeira Convenção Nacional do Partido Republicano foi realizada entre 17 e 19 de junho na Filadélfia. John C. Frémont para presidente e William L. Dayton para vice-presidente.
| Votação da 1ª Convenção Nacional do Partido Republicano em 1856 | Votação da 1ª Convenção Nacional do Partido Republicano em 1856 | Votação da 1ª Convenção Nacional do Partido Republicano em 1856 | Votação da 1ª Convenção Nacional do Partido Republicano em 1856 | Votação da 1ª Convenção Nacional do Partido Republicano em 1856 | Votação da 1ª Convenção Nacional do Partido Republicano em 1856 |
| Votação presidencial                                            | Votação presidencial                                            | Votação presidencial                                            | Votação vice-presidencial                                       | Votação vice-presidencial                                       | Votação vice-presidencial                                       |
| Candidato/Votação                                               | Informal                                                        | Formal                                                          | Candidato/Votação                                               | Informal                                                        | Formal                                                          |
| --------------------------------------------------------------- | --------------------------------------------------------------- | --------------------------------------------------------------- | --------------------------------------------------------------- | --------------------------------------------------------------- | --------------------------------------------------------------- |
| John C. Frémont                                                 | 359                                                             | 520                                                             | William L. Dayton                                               | 253                                                             | 523                                                             |
| John McLean                                                     | 190                                                             | 37                                                              | Abraham Lincoln                                                 | 110                                                             | 20                                                              |
| Abstenção                                                       | 14                                                              | 9                                                               | Nathaniel P. Banks                                              | 46                                                              | 6                                                               |
| Outros                                                          | 4                                                               | 1                                                               | David Wilmot                                                    | 43                                                              | 0                                                               |
|                                                                 |                                                                 |                                                                 | Charles Sumner                                                  | 35                                                              | 3                                                               |
|                                                                 |                                                                 |                                                                 | Outros                                                          | 80                                                              | 15                                                              |

## Resultados
| Candidato presidencial                                           | Partido                                                          | Estado de origem                                                 | Voto popular(a)                                                  | Voto popular(a)                                                  | Colégio Eleitoral | Colégio Eleitoral | Running mate                | Running mate     | Running mate      |
| Candidato presidencial                                           | Partido                                                          | Estado de origem                                                 | Votos                                                            | %                                                                | Votos             | %                 | Candidato vice-presidencial | Estado de origem | Colégio Eleitoral |
| ---------------------------------------------------------------- | ---------------------------------------------------------------- | ---------------------------------------------------------------- | ---------------------------------------------------------------- | ---------------------------------------------------------------- | ----------------- | ----------------- | --------------------------- | ---------------- | ----------------- |
| James Buchanan                                                   | Partido Democrata                                                | Pensilvânia                                                      | 1,836,072                                                        | 45,28%                                                           | 174               | 58,8%             | John Breckenridge           | Kentucky         | 174               |
| John Frémont                                                     | Partido Republicano                                              | Geórgia                                                          | 1,342,345                                                        | 33,11%                                                           | 114               | 38,5%             | William Dayton              | Nova Jersey      | 114               |
| Millard Fillmore                                                 | Partido Americano                                                | Nova Iorque                                                      | 873,053                                                          | 21,53%                                                           | 8                 | 2,7%              | Andrew Donelson             | Tennessee        | 8                 |
| Outros                                                           | Outros                                                           | Outros                                                           | 3,177                                                            | 0,08%                                                            | 0                 | 0%                | Outros                      | Outros           | 0                 |
| Total                                                            | Total                                                            | Total                                                            | 4,054,647                                                        | 100%                                                             | 296               |                   |                             |                  | 296               |
| Votos minímos do Colégio Eleitoral de que se precisa para vencer | Votos minímos do Colégio Eleitoral de que se precisa para vencer | Votos minímos do Colégio Eleitoral de que se precisa para vencer | Votos minímos do Colégio Eleitoral de que se precisa para vencer | Votos minímos do Colégio Eleitoral de que se precisa para vencer | 149               |                   |                             |                  | 149               |

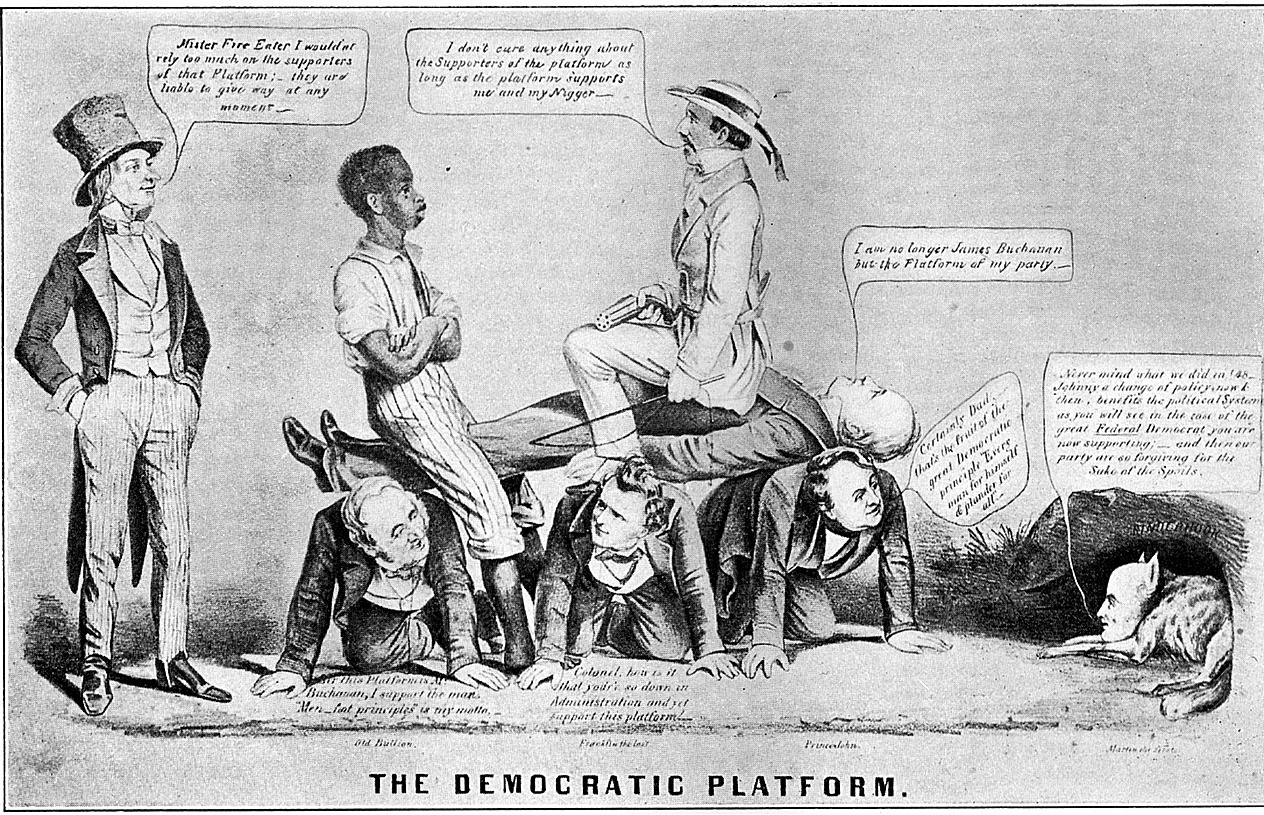
Caricatura de Plataforma Democrática.

Fonte - Voto popular: Colégio Eleitoral: 
(a) Os valores do voto popular excluem Carolina do Sul, onde os eleitores foram escolhidos pela Assembléia Legislativa e não pelo voto popular.